# Georg Gottfried Küster
Pour les articles homonymes, voir Kuster.
Georg Gottfried Küster (1695 - 1776) est un historien prussien.

## Biographie
Né à Halle-sur-Saale, il enseigne à Berlin, et fait des recherches sur l'histoire, notamment sur celle du Brandebourg. Il en publie les résultats sous le titre de Collectio opusculorum historiam Marchicam illustrantium, 1743, 24 part. in-8°.
On a aussi de lui une curieuse dissertation De Sanchoniatone, philosopho phoenicio.
Il est élu membre de l'Académie de Berlin en 1728.